# Église Sant'Agnese
Pour les articles homonymes, voir Église Sainte-Agnès.
L'église Sant'Agnese est une église catholique situé en Italie sur la commune de Venise, en Vénétie.

## Localisation
La façade de Sant'Agnese  est séparée de l'ancien couvent des Jésuites par le Rio Terà Antonio Foscarini. Sa face sud et l'abside donnent sur le Campo Sant'Agnese. Sa face nord est reliée au couvent adjacent des frères Cavanis et l'école voisine, dont elle est la chapelle privée, bien que les offices soient ouverts au public le dimanche.

## Description
L'intérieur de l'église, tout en conservant la structure d'origine romane avec trois nefs, a été entièrement rénové au début de XXe siècle.
L'église est nue et simple, sans aucune moulure et ornement en plâtre. Il est enluminé d'un décor moderne de carreaux de verre en mosaïque formant la paroi intérieure de l'abside. Ces motifs en mosaïques sont inspirés par les églises de l'époque byzantine et romane. Derrière l'autel "La Cène" du peintre vénitien contemporain Ernani Costantini, réalisé par la technique de fresque en 1968.
L'ancien clocher excentré a été démoli par le passé et a été remplacé par un clocher-mur très simple.

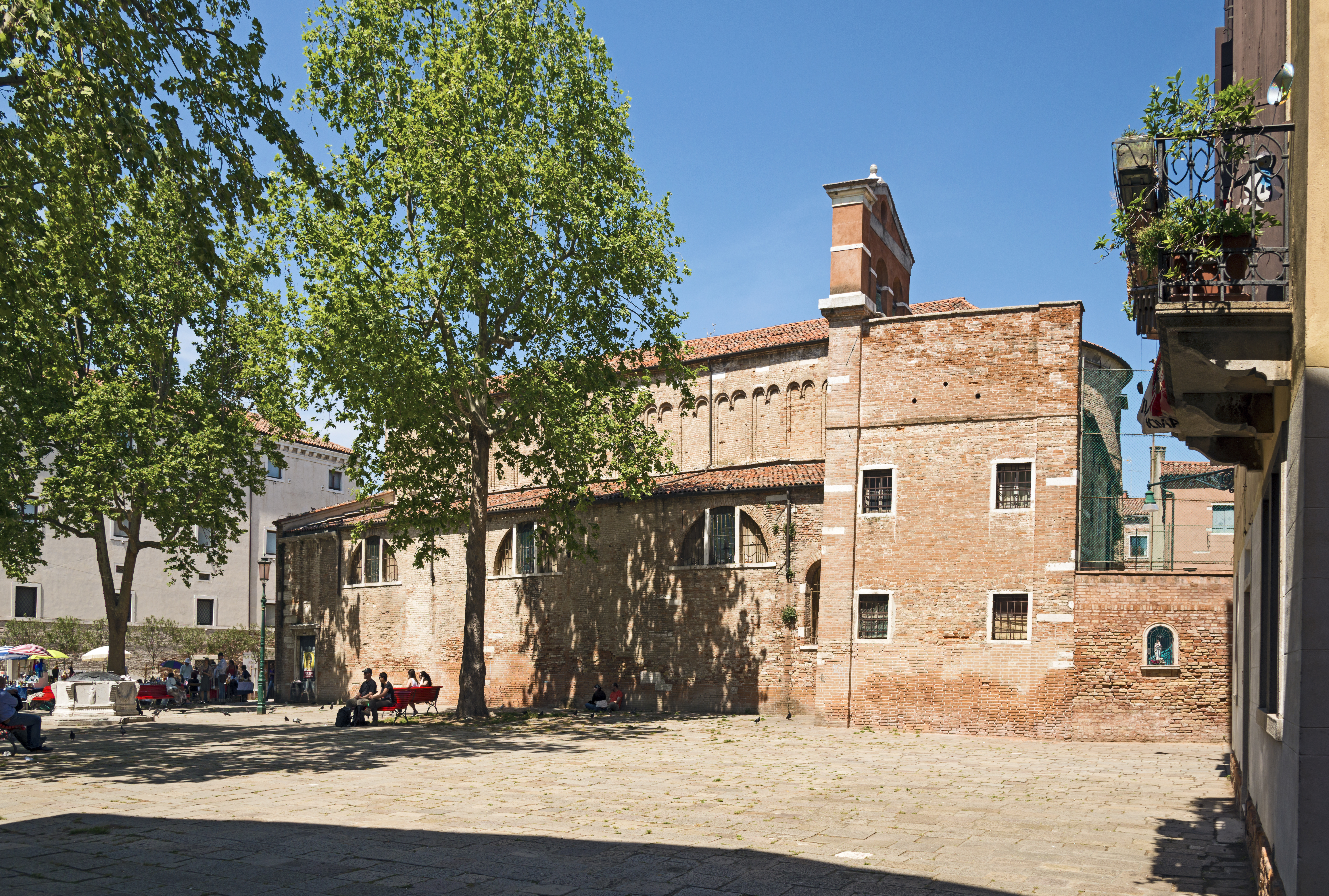
Vue du Campo éponyme
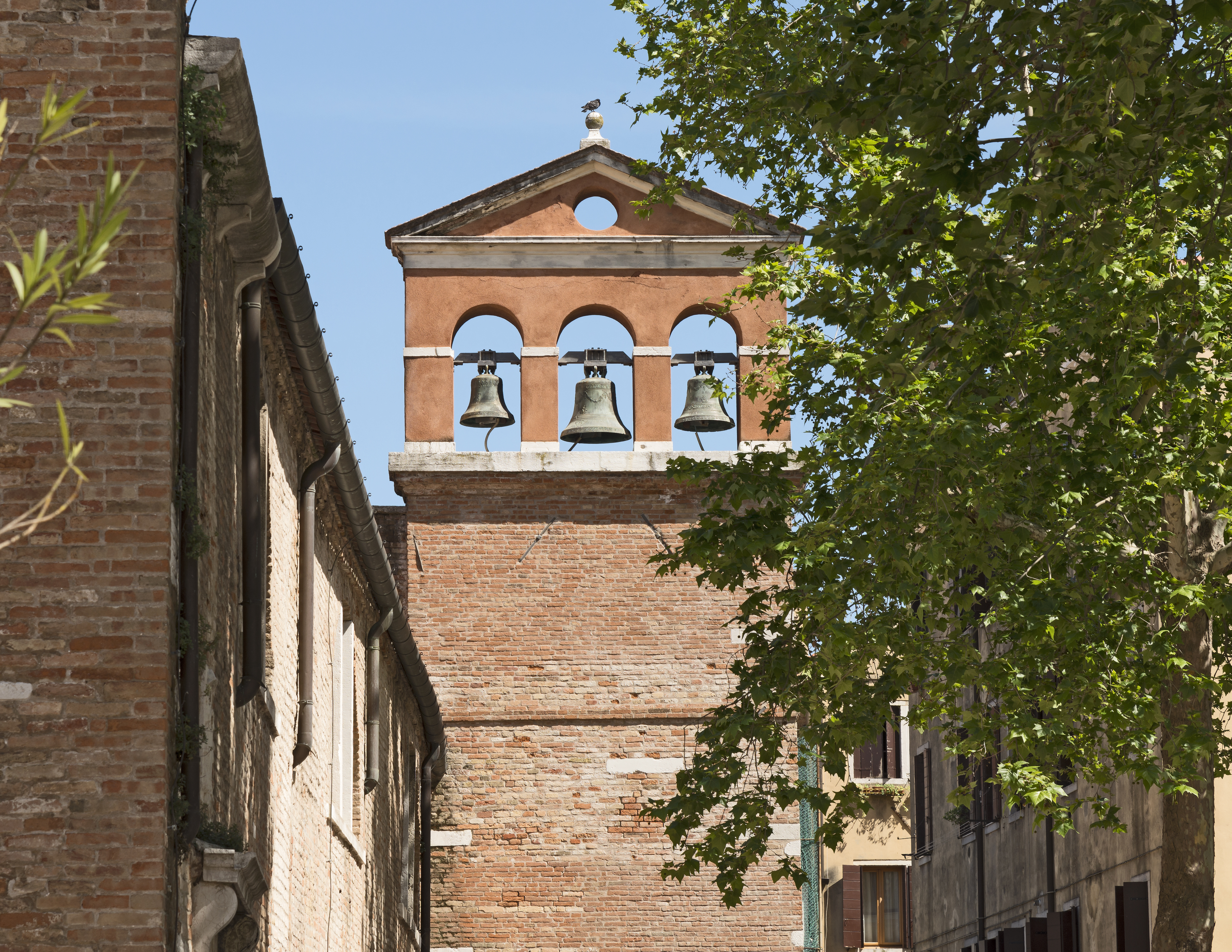
Le clocher-mur

## Œuvres d'art remarquables
Stefano Veneziano, peintre du Trecento, a réalisé une Vierge à l'Enfant, conservée au Museo Correr de Venise et un Couronnement de la Vierge à la galerie de l'Académie. Dans les signatures, datées de 1364 et 381, il se qualifie de "paroissien" (plebanus) de l'église de Sant'Agnese.